# Sandra Izbașa
Sandra Raluca Izbaşa, född 18 juni 1990 i Bukarest, är en rumänsk artistiskt gymnast. Hon har tävlat i många olika grenar inom gymnastiken. Hon har vunnit tre medaljer i världsmästerskapen i artistisk gymnastik, ett silver i bom år 2006, ett brons i individuell mångkamp år 2006 och en bronsmedalj i lagmångkamp 2007. I europeiska mästerskapen i artistisk gymnastik har Izbaşa vunnit sju guldmedaljer, fyra silvermedaljer och en bronsmedalj. Hon har även vunnit fyra medaljer i de olympiska sommarspelen. I Peking 2008 vann hon en guldmedalj i grenen fristående och en bronsmedalj i lagmångkamp. I London 2012 vann hon ytterligare en olympisk bronsmedalj i lagmångkamp samt en guldmedalj i hopp.